# Kasha

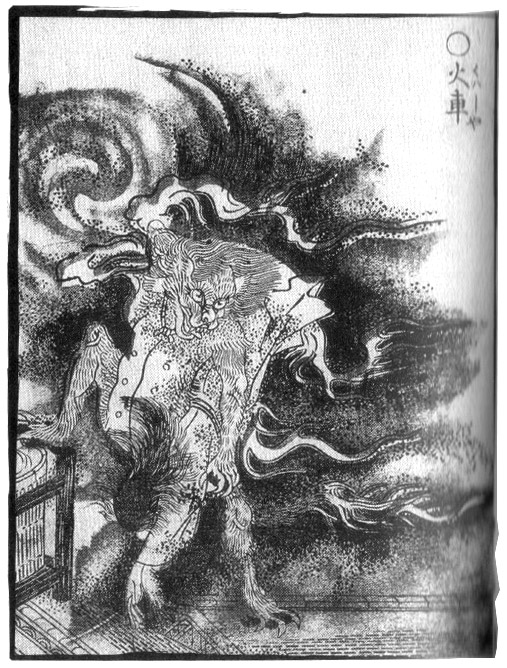
Kasha ur Gazu Hyakki Yakō tecknad av Toriyama Sekien ca. 1781

Kasha (japanska: 火車) är en vampyr som dyker upp i japanska skräckhistorier. Kasha är lite annorlunda än andra vampyrer, han dricker nämligen blod från lik och inte från levande människor.